# Ітонвілл (Вашингтон)
Ітонвілл (англ. Eatonville) — місто (англ. town) в США, в окрузі Пірс штату Вашингтон. Населення — 2845 осіб (2020).

## Географія
Ітонвілл розташований за координатами 46°52′6″ пн. ш. 122°16′10″ зх. д. / 46.86833° пн. ш. 122.26944° зх. д. (46.868220, -122.269566).  За даними Бюро перепису населення США в 2010 році місто мало площу 4,77 км², з яких 4,72 км² — суходіл та 0,05 км² — водойми.

## Демографія
Згідно з переписом 2010 року, у місті мешкало 2758 осіб у 992 домогосподарствах у складі 714 родин. Густота населення становила 578 осіб/км².  Було 1059 помешкань (222/км²).
Расовий склад населення:
| - 90,1 % — білих - 1,1 % — корінних американців - 0,9 % — азіатів - 0,5 % — чорних або афроамериканців - 0,1 % — вихідців з тихоокеанських островів - 2,9 % — осіб інших рас |

До двох чи більше рас належало 4,4 %. Частка іспаномовних становила 5,9 % від усіх жителів.
За віковим діапазоном населення розподілялося таким чином: 30,4 % — особи молодші 18 років, 57,0 % — особи у віці 18—64 років, 12,6 % — особи у віці 65 років та старші. Медіана віку мешканця становила 34,4 року. На 100 осіб жіночої статі у місті припадало 92,7 чоловіків;  на 100 жінок у віці від 18 років та старших — 90,7 чоловіків також старших 18 років.
Середній дохід на одне домашнє господарство  становив 69 828 доларів США (медіана — 59 306), а середній дохід на одну сім'ю — 83 754 долари (медіана — 74 000). Медіана доходів становила 53 173 долари для чоловіків та 37 500 доларів для жінок. За межею бідності перебувало 8,5 % осіб, у тому числі 8,3 % дітей у віці до 18 років та 4,7 % осіб у віці 65 років та старших.
Цивільне працевлаштоване населення становило 1269 осіб. Основні галузі зайнятості: освіта, охорона здоров'я та соціальна допомога — 21,4 %, будівництво — 16,1 %, роздрібна торгівля — 12,2 %, публічна адміністрація — 9,9 %.